# 朗德格羅夫鎮區 (密蘇里州馬里昂縣)
朗德格羅夫鎮區（英語：Round Grove Township）是位於美國密蘇里州馬里昂縣的一個行政鎮區。

## 地方資料
朗德格羅夫鎮區的面積為153.52平方千米，當中陸地面積為152.33平方千米，而水域面積為1.18平方千米。根據2020年美國人口普查的數據，當地共有人口857人，而人口密度為每平方千米5.58人。